# 河豚板
河豚板（ふぐいた、FuguIta） は、OpenBSDをベースとした日本発のライブシステム（Live DVD/Live USB）であり、x86系（i386, amd64）およびarm64アーキテクチャ向けに開発されている。OpenBSDの特徴である堅牢性・セキュリティ性を保ちながら、OSをインストールすることなく、USBメモリやDVDなどから直接起動して使用できる。名称は、OpenBSDのマスコット「ハリセンボン（pufferfish）」と、ディスク媒体を意味する「板」に由来する。

## 概要
河豚板は、OpenBSDのカーネルとユーザランドの両方をベースに構築されたライブシステムである。USBメモリやDVDなどから起動し、RAM上にファイルシステムを展開することで、システムに変更を加えることなくOSの使用が可能となる。
一般的なライブシステムで見られる一時的・試用的な利用に加えて、設定の永続化（ファイル保存・読込、自動起動）、ライブアップデート、デスクトップ環境導入などの機能も備えており、恒久的な運用や実用目的での使用も想定された設計が特徴である。
また、それらの機能を応用したデモ版も公開されており、Webブラウザやオフィスソフト等を用いた日本語デスクトップ環境を使用できる。
主な用途には以下がある：
- OpenBSDの動作確認・試用

- セキュアなポータブル環境の構築

- 古いハードウェアの再活用

- 学術的・教育的利用（OS学習、教材配布）

- デスクトップ用途での即時日本語利用

- セキュアな業務端末や非常用OSとしての利用

## 特徴

### 手軽な使用と操作性
- 内蔵ストレージを使用せず、USBメモリまたはDVDからOSを直接起動

- 通常のOpenBSDと同様の操作性を提供し、オンラインマニュアルやパッケージ管理もそのまま利用可能

### 起動モードの選択
- モード0（標準）：標準のライブモード

- モード1（軽量）：短時間起動、省メモリ動作

- モード2（高速）：システム全体をRAMに転送し、高速に動作

- モード3：USBメモリなどに保存した環境（ユーザがインストールしたソフトやその設定、作成したファイルなど）を読み込んで起動

### 永続化と運用
- 環境に名前をつけて保存し、以降の起動時に読み込みが可能

- ライブアップデートツールによる、簡単・安全なシステム更新

- 起動時スクリプトによるカスタマイズも対応

### 柔軟なシステム生成
- 実行中の河豚板からLive USB/Live DVDをリマスタリング(生成)可能

- Live DVDからLive USB、あるいはLive USBからLive DVDへのリマスタリングもサポート

- リマスタリング時に構成内容を変更することで、独自の配布メディアを作成できる

- データ保存領域の暗号化をサポート

### デスクトップ環境
- 日本語環境をあらかじめ整備した「デモ版」が公開されており、Webブラウジングや簡易な事務作業に即時利用可能

- ネットワーク設定、日本語デスクトップ環境構築などの対話式ツールを標準添付

### サポートと配布
プロジェクトの公式Webサイト https://fuguita.org/ では、最新版のイメージファイルや導入ガイド、FAQ、更新情報、過去バージョンのアーカイブなどが日本語・英語の両言語で提供されている。また、開発者による技術的な投稿や運用報告が公式サイト内のメッセージボード・SNS（X: @yoshi_kaw）などでも発信されている。
利用者層は、技術者・教育関係者・個人ユーザなどであり、利用方法として、ネットワーク機器障害時の即時代替、イベントでの映像配信・映像伝送、IoTサーバの構築・運用等などが報告されている。

## 対応プラットフォーム
- i386

- amd64

- arm64（Raspberry Pi 3/4）